# Noah Holm
Noah Holm, né le 23 mai 2001 à Drammen en Norvège, est un footballeur norvégien évoluant au poste d'attaquant à Rosenborg BK.

## Biographie

### En club
Noah Holm est formé par le Strømsgodset IF, avant de rejoindre en 2017 le centre de formation du RB Leipzig, mais il commence sa carrière au Portugal, avec le Vitória SC, qu'il rejoint le 7 juillet 2020.
En juillet 2021, il rejoint le Rosenborg BK, signant un contrat courant jusqu'en décembre 2024. Il joue son premier match sous ses nouvelles couleurs le 1er août 2021, à l'occasion d'une rencontre de coupe de Norvège contre le Orkla FK. Il entre en jeu à la place de Vebjørn Hoff et participe à la large victoire de son équipe en délivrant une passe décisive pour Anders Konradsen (1-11 pour Rosenborg score final). Holm inscrit son premier but lors d'une rencontre de Ligue Europa Conférence face au club slovène du NK Domžale, le 5 août 2021. Son équipe l'emporte par six buts à un ce jour-là.
Le 1er septembre 2022, il rejoint le Stade de Reims en prêt avec option d'achat. 
Holm joue son premier match pour Reims le 18 septembre 2022, lors d'une rencontre de championnat face à l'AS Monaco. Il entre en jeu et son équipe s'incline par trois buts à zéro.

### En équipe nationale
Noah Holm est éligible pour représenter le Danemark, mais il choisit la Norvège en équipe de jeunes.
Avec les moins de 17 ans, il marque cinq buts en douze matchs. Il participe avec cette équipe au championnat d'Europe des moins de 17 ans en 2018. Lors de cette compétition organisée en Angleterre, il joue quatre matchs. La Norvège s'incline en quart de finale face au pays organisateur.
Avec les moins de 18 ans, il inscrit sept buts en onze matchs. Il est notamment l'auteur d'un doublé face à l'Allemagne en novembre 2019.
Le 22 mars 2019, Noah Holm joue son premier match avec l'équipe de Norvège espoirs contre la Finlande. Il se fait remarquer ce jour-là en inscrivant ses deux premiers buts, toutefois son équipe s'incline lourdement par huit buts à trois.

## Vie privée
Noah Holm est le fils de David Nielsen (en) ancien footballeur professionnel désormais entraîneur.